# Липневий ультиматум
Липневий ультиматум — ультимативна вимога, висунута Австро-Угорщиною  Сербії 23 липня 1914 року після вбивства ерцгерцога Фердинанда 28 червня 1914 року. Ультиматум вважався нездійсненним і очевидно мав служити casus belli для початку війни проти Сербії.

## Вимоги ультиматуму
1. Заборонити видання, що пропагують ненависть до Австро-Угорщини і порушення її територіальної цілісності.
2. Закрити товариство «Народна Одбрана» і всі інші союзи організації, що ведуть пропаганду проти Австро-Угорщини.
3. Виключити антиавстрійську пропаганду з народної освіти.
4. Звільнити з військової та державної служби всіх офіцерів і чиновників, які займаються антиавстрійською пропагандою.
5. Допустити дію на території Сербії державних служб Австро-Угорської імперії для припинення будь-якої антиавстрійської діяльності.
6. Провести розслідування проти кожного з учасників Сараєвського вбивства з участю в розслідуванні австрійського уряду.
7. Заарештувати майора Воїслава Танкосіча і Мілана Цигановіча, причетних до Сараєвською вбивства.
8. Вжити ефективних заходів для запобігання контрабанді зброї і вибухівки в Австрію, заарештувати прикордонників, які допомогли убивцям перетнути кордон.
9. Зробити пояснення щодо ворожих до Австро-Угорщини висловлювань сербських чиновників у період після вбивства.
10. Без зволікань інформувати австрійський уряд про заходи, вжиті відповідно до попередніх пунктів.

## Відповідь
З десяти пунктів ультиматуму Сербією були прийняті всі, крім 5-го, що означало фактичну окупацію Сербії.